# Петрохимия
Петрохимия — раздел петрологии. Изучает распределение химических элементов в горных породах и породообразующих минералах.

## История
Основоположником петрохимии (1944 г.) считается Александр Николаевич Заварицкий.
Большой вклад в развитие петрохимии внёс Сергей Павлович Соловьёв, выпустив в 1970 году книгу "Химизм магматических горных пород и некоторые вопросы петрохимии". 

## Методы и цели
Предметом изучения петрохимии является химический состав горных пород, который устанавливается лабораторным анализом и выражается через окислы (в весовых процентах). Методической основой петрохимии, служат различные системы пересчётов химических анализов горных пород, которые выявляют закономерные связи между их химическими и минеральным составами. Александр Заварицкий выделяет три химических класса (ряда) указанных горных пород: I - нормальный (содержание Al2O3 больше суммы окислов Na и К, но меньше суммы окислов Ca, Na и К); II - плюмазитовый (пересыщенный глинозёмом, то есть, глинозём преобладает над суммой окислов Ca, Na и К); III - агнаитовый (пересыщенный щелочами, т. е. содержание окислов Na и К преобладает над глинозёмом). 
Главная цель петрохимии — это путём сравнения химических особенностей горных пород объяснить причины их разнообразия, разрабатывать химические классификации и вопросы происхождения горных пород. 